# Olivier Norek
Olivier Norek es un escritor y guionista francés, antiguamente capitán de la policía judicial en Seine-Saint-Denis.
Sus novelas, principal pero no exclusivamente policiacas, abordan temas políticos y sociales: el destino de los migrantes de la "Jungla de Calais", ecoterrorismo. Es autor, entre otras cosas, de la tetralogía de Victor Coste.
Su novela Los guerreros del invierno sobre Simo Häyhä, un francotirador finlandés durante la Segunda Guerra Mundial, ha sido galardonada con el premio Jean Giono 2024 y el premio Renaudot des Lycéens 2024.

## Biografía

### Familia e infancia
Olivier Norek nació en 1975 en Toulouse, con familia oriunda de Aubin en Aveyron. Su abuelo Herbert Norek, un « inmigrante silesio que se convirtió en ciudadano francés » , fue suboficial de la Legión Extranjera y naturalizado francés en 1935. Su padre, Claude Norek, un alto funcionario, fue director general de Radio France de 1999 a 2004. Su madre era directora de escuela.
En la actualidad vive en Pantin, en Seine-Saint-Denis, donde se ambienta la trama de varios de sus libros.

### Antes de ser escritor
Tras obtener su bachillerato, Olivier Norek fue voluntario de Farmacéuticos sin Fronteras durante tres años y participó en misiones en Guyana y en la ex Yugoslavia (1994-1995).
A continuación se alistó en el ejército donde estuvo dos años, y luego en la policía en 1997, primero como agente de policía, y luego con el grado de capitán en la sección de encuestas e investigación de la subdireccion de policía judicial (SDPJ 93). Tras el éxito literario de su primera novela, publicada en 2013, le otorgaron una excedencia.

## Obra

### Serie deVictor Coste
Entre 2013 y 2016, Olivier Norek publicó tres novelas — Código 93, Territorios y Sobretensiones - con el personaje Victor Coste, un capitán de policía humanista y sensible de Seine-Saint-Denis. El éxito fue rápido, incluso en el extranjero, y Olivier Norek ganó el Premio Europeo de Novela Policial en 2016.
Una cuarta novela, Dans les brumes de Capelans, que parece inspirada del caso de Natascha Kampusch, se publicó en 2021. En esta novela, el capitán Coste, ahora asignado al servicio de protección de testigos, debe garantizar la protección de una joven, secuestrada unos años antes por un psicópata. La acción esta ambientada en la isla de San Pedro y Miquelón, donde Olivier Norek permaneció dos meses para preparar el libro El título se refiere a un fenómeno meteorológico de niebla muy densa, propio de la isla, que permite al autor desarrollar una atmósfera de confinamiento

### Thrillers sociales
Entre dos mundos (2017) se interesa en el destino de los migrantes. La trama se centra en dos personajes :Adán, un exiliado sirio que busca a su esposa y a su hija, varadas en la " Jungla de Calais », y Bastien, un policía francés residente en Calais. Olivier Norek permaneció en la ciudad para preparar la novela y se inspiró en los personajes que conoció allí
Surface (2019) es una investigación centrada en un caso sin resolver cuya acción se desarrolla en Aveyron, a orillas de un pueblo sumergido en el fondo de un lago artificial. La novela ha sido considerada " más personal » que las anteriores. y menos política. En particular, aborda el contraste entre los ambientes policiales urbanos y rurales, con un personaje de policía feminina dejada al margen en una comisaría rural después de haber recibido un disparo en Seine-Saint-Denis En 2022, la novela fue adaptada a un cómic por Matz y Luc Brahy. En septiembre de 2023, France Télévisions anunció su adaptación a serie de televisión. El rodaje de la serie, titulada Surface, comenzó al año siguiente, protagonizada por Laura Smet y Tomer Sisley.
Impact (2020) adopta la forma de un manifiesto ecológico radical. Cuenta la historia de un soldado de las fuerzas especiales convertido en ecoterrorista que detiene al jefe de una compañía petrolera multinacional como rehén. La novela comienza con una escena ambientada en el delta del Níger y luego se construye como un mosaico, con escenas que evocan el cambio climático y escenas de acoso. La novela fue adaptada a un pódcast en 2023, protagonizado por Alexis Michalik y Shirine Boutella, y se está adaptando a una serie de televisión. El propio Olivier Norek luego adaptó Impact a un cómic, ilustrado por Fred Pontarolo, en 2024, edición Laffon 

### Literatura blanca
En 2024, Olivier Norek publicó Les Guerriers de l'hiver (Los guerreros del Invierno), su primera novela de literatura blanca. La trama se desarrolla en Finlandia durante la Guerra de Invierno, al comienzo de la Segunda Guerra Mundial, y se centra en el francotirador Simo Häyhä, apodado " Muerte blanca ", que defiende a su país contra el invasor soviético 
Esta evolución hacia la literatura blanca después de sus inicios como escritor de novelas policiacas le valió ser comparado con Pierre Lemaitre.

### Guionista
Olivier Norek coescribió con Hugues Pagan el guion de Flic tout simplement, una película para televisión transmitida en 2016 sobre la caza del asesino en serie Guy Georges .
También participó en la escritura de varias series de televisión policial: sexta temporada de Engrenages en 2017, Les Invisibles en 2021 y Tout le monde ment en 2022.

### Participación en colectivos de autores
Olivier Norek forma parte del colectivo de escritores francófonos La Ligue de l'Imaginaire.

### Para los jóvenes
Olivier Norek es el autor de un libro infantil, Le Lapin guérisseur, publicado en la colección OLI de Radio France .

## Estilo e influencias
Según la investigadora Loredana Trovato, las novelas policiacas de Olivier Norek son híbridas, a medio camino entre la novela negra y la novela social, y también se asemejan a la literatura documental inspirada en los métodos del periodismo de investigación y de campo. Su escritura también puede describirse como " literatura territorial » 
Por lo general, Olivier Norek es considerado un escritor de novela negra comprometido, al igual que Caryl Férey, Frédéric Paulin, Marin Ledun y Sandrine Collette. La prensa a veces lo etiqueta como " activista ».
Entre sus influencias literarias se encuentran Maurice G. Dantec, Fred Vargas, Franck Thilliez, Ken Follett, Roald Dahl y John Irving.

## Publicaciones

### Serie deVictor Coste
- Code 93. Paris: Michel Lafon. 2013. p. 363. ISBN 978-2-7499-1778-8.[32] Traducido al inglés (The Lost and the Damned) y polaco (Kod 93)
- Territoires. Paris: Michel Lafon. 2014. p. 394. ISBN 978-2-7499-2212-6.[33] Traducido al checo (Teritoria : autentický thriller psaný skutečným kriminalistou)
- Surtensions. Paris: Michel Lafon. 2016. p. 505. ISBN 978-2-7499-2816-6.[34] Traducido al español en 2016 (Efecto dominó) y al inglés (Breaking Point) — Prix du polar européen 2016 du Point[35]
- Trilogie 93. Paris: Michel Lafon. 2021. p. 952. ISBN 978-2749948591.. El libro reune las novelas Code 93, Territoires et Surtensions, asi como tres novelas cortas publicadas conjuntamente por primera vez con el titulo Ultra Noir.
- Dans les brumes de Capelans. Paris: Michel Lafon. 2022. p. 400. ISBN 978-2-7499-4228-5.

### Otras novelas
- Entre deux mondes. Paris: Michel Lafon. 2017. p. 429. ISBN 978-2-7499-3226-2. Traducido a italiano en 2018 (Tra due mondi), al español en 2019 (Entre dos mundos) y al aleman (All dies ist nie geschehen)
- Surface. Paris: Michel Lafon. 2019. p. 424. ISBN 978-2-7499-3498-3. — Prix Maison de la Presse 2019,[36] Prix des lecteurs Babelio 2019 dans la catégorie Polar,[37] Prix Relay des voyageurs-lecteurs 2019,[38] Prix de l'Embouchure 2019[39]
- Impact. Paris: Michel Lafon. 2020. ISBN 9782749938646.
- Les Guerriers de l'Hiver, Michel Lafon, 2024 ISBN 2749947200

### Novelas cortas
- Todavía estoy aquí, colección colectiva Crímenes a sangre fría, Nouveau Monde, 2018, reeditado Puntos Policier 2019. Basada en la historia real del asesino en serie Pedro Alonso López
- Sainte Griffe, en la antología Apenas entrando en la librería... La Garra Negra, 30 años . París : Telémaco, 06/2018, p. 229-236.ISBN 978-2-7533-0357-7
- Mirando los coches volar, en Watching the Dark, una antología editada por Yvan Fauth. París : Belfond, 06/2020, pág. 7-32.ISBN 978-2-7144-9345-3
- Santa & Asociados. detectives privados en La peor Navidad de todas, ediciones Le Livre de Poche (2024)

### Colectivos
- Belles rencontres. Paris: Éd. la Grange Batelière. 03/2021. p. 74. ISBN 979-10-97127-17-6.
- L’Enfance, c’est… par 120 auteurs. Paris: Livre de poche. 2020. ISBN 978-2-253-08202-6.
- Le Lapin shérif, comic llevado a cabo con Marcel Pixel, Paris, Michel Lafon, février 2021 ISBN 9782749945798

## Premios y distinciones

### Premios
- Favorito de la 13 edición del festival Blues et Polar de Manosque en 2015 para Territoires
- Premio Europeo de Ficción Policiaca 2016 por Sobretensiones
- Gran Premio Elle Readers 2017 de Surtensiones [40]
- Premio Étoile du Parisien a la mejor novela policíaca 2017 [41]
- Premio de tinta de sangre de estudiantes de secundaria, Premio de tinta de sangre de lectores 2018 por Entre dos mundos
- Premio Jean Giono 2024 por Los guerreros del invierno [42]
- Premio de Estudiantes de Preparatoria Renaudot 2024, por Los Guerreros de Invierno [43]

* Prix Maison de la Presse 2019 pour Surface
- Prix des lecteurs Babelio 2019 pour Surface
- Prix de l'Embouchure 2019 pour Surface[cita requerida]

- 813 Trofeo 2023 a la novela en francés por En las nieblas de Capelans
- Primera selección para el Prix Goncourt 2024 para The Winter Warriors [44]
- Primera selección para el Prix Renaudot 2024 para The Winter Warriors